# Saint-Brice-en-Coglès
Saint-Brice-en-Coglès foi uma antiga comuna francesa na região administrativa da Bretanha, no departamento Ille-et-Vilaine. Estendia-se por uma área de 16,45 km². Em 2010 a comuna tinha 5 017 habitantes (densidade: 305 hab./km²).
Em 1 de janeiro de 2017, passou a formar parte da nova comuna de Maen Roch.